# Gosteče
Gosteče este o localitate din comuna Škofja Loka, Slovenia, cu o populație de 74 de locuitori.